# Chaetocnema pinguis
Chaetocnema pinguis är en skalbaggsart som beskrevs av J. L. Leconte 1878. Chaetocnema pinguis ingår i släktet Chaetocnema och familjen bladbaggar. Inga underarter finns listade i Catalogue of Life.